# Kraj Amoer
Kraj Amoer (Russisch: Амурский край) of Приамурье; Priamoerje, ook wel Buiten-Mantsjoerije) waren onofficiële namen voor Russische territoria bij de midden- en benedenloop van de rivier Amoer, ten zuiden van het Stanovojgebergte en de Baai van Oeda bij de Zee van Ochotsk, die werden gebruikt in het late Russische Rijk. Het gebied komt globaal overeen met de huidige oblast Amoer, de Kraj Primorje en ligt verder in het zuiden van de kraj Chabarovsk.
Dit gebied behoorde eerder tot de gebieden van de semi-nomadische Mantsjoe voordat zij China veroverden. Onder de Qing-dynastie werd het teruggegeven door de Russen bij het Verdrag van Nertsjinsk, die het echter weer annexeerden in 1858 bij het Verdrag van Aigun.